# Río Salado (Argentinien)
Der Río Salado, auch Río Salado del Norte oder Juramento ist ein Fluss im Norden von Argentinien.
Der 2.011 km lange Río Salado entspringt in der Nähe von Salta in den Anden und fließt in südöstlicher Richtung, bis er bei Santa Fe in den Paraná mündet. Der Fluss entsteht durch die Vereinigung des Río Arenales und des Río Guachipas und fließt durch ein Gebiet, in dem Bergbau und Viehzucht betrieben werden.
Siehe auch: Liste der längsten Flüsse der Erde